# Kumanovska Reka
Kumanovska Reka (makedonska: Кумановска Река) är ett vattendrag i Nordmakedonien.   Det rinner genom kommunen Kumanovo, i den centrala delen av landet, 30 kilometer öster om huvudstaden Skopje.